# 네이선 필립스 (배우)
네이선 스콧 필립스(Nathan Scott Phillips, 1980년 3월 13일 ~ )는 오스트레일리아의 배우이다.

## 출연 작품
- 유령선 : 죽은 자의 저주 (2019)
- 헌터스 (2016)
- 디즈 파이널 아워스 (2013)
- 새틀라이트 오브 러브 (2012)
- 체르노빌 다이어리 (2012)
- 섬머 코더 (2010)
- 발리보 (2009)
- 다잉 브리드 (2008)
- 헬로우, 서퍼 (2008)
- 데스 드라이브 (2007)
- 스네이크 온 어 플레인 (2006)
- 컨벤셔니어즈 (2005)
- 울프 크릭 (2005)
- Under the Radar (2004)
- 원 퍼펙트 데이 (2004)